# Longxi, Guangdong
Longxi (kinesiska: 龙溪) är ett stadsdelsdistrikt i sydöstra Kina. Det ligger i Boluo härad i staden Huizhou i provinsen Guangdong, omkring 87 kilometer öster om provinshuvudstaden Guangzhou. Antalet invånare är 88 964. Befolkningen består av 40 810 kvinnor och 48 154 män. Barn under 15 år utgör 18,0 %, vuxna 15-64 år 76 %, och äldre över 65 år 5,0 %.